# Djelfa (distrito)
Djelfa é um distrito localizado na província de Djelfa, Argélia, e cuja capital é a cidade de mesmo nome, Djelfa.[carece de fontes?]